# Angelo Morzone
Angelo Morzone (Morano sul Po, 11 agosto 1913 – 28 settembre 1990) è stato un calciatore italiano, di ruolo centrocampista.

## Carriera
Giocò in Serie A tra le file del Casale.